# مارک جیراس
مارک جیراس (انگلیسی: Marek Jiras؛ زادهٔ ۱۸ اوت ۱۹۷۶) قایقران کانو اهل جمهوری چک است.